# Ismail Lulani
Ismail Lulani (ur. 26 marca 1933 w Tuzi w Czarnogórze, zm. 6 października 2002 w Szkodrze) – albański malarz.

## Życiorys
W 1942 przeniósł się wraz z rodziną do Tirany. Ukończył naukę w średniej szkole medycznej w Tiranie, a następnie w 1964 podjął studia w Instytucie Sztuk w Tiranie. Po ukończeniu studiów w 1968 został skierowany do hydroelektrowni w Vau i Dejes, gdzie malował pejzaże i sceny z życia robotników. Był także wykładowcą Instytutu Sztuk w Tiranie, a następnie nauczycielem liceum plastycznego w Szkodrze. Należał do Ligi Pisarzy i Artystów Albanii.

## Twórczość
Bogaty dorobek twórczy Lulaniego obejmuje ponad 200 prac, w większości pejzaży, scen rodzajowych i obrazów o tematyce historycznej (Skanderbeg, Ali Pasza z Tepeleny, Azem i Shote Galica). Większość jego prac powstała w stylistyce realizmu socjalistycznego, część stanowiły dzieła nawiązujące do ekspresjonizmu. Po raz pierwszy zaprezentował publicznie swoje obrazy o tematyce historycznej na wystawie poświęconej 30 rocznicy powstania Ludowej Armii Albanii w roku 1973. W latach 1973–1986 prace Lulaniego prezentowano na 11 wystawach zbiorowych. W 2009, w rocznicę urodzin artysty w Narodowej Galerii Sztuki w Tiranie zorganizowano pierwszą wystawę indywidualną prac artysty, na której zaprezentowano ponad 150 obrazów. W 2021 wystawę rysunków Lulaniego zorganizowało Narodowe Muzeum Historyczne. Największym zbiorem obrazów artysty dysponuje rodzina artysty, a także Narodowa Galeria Sztuki w Tiranie (29 płócien).

## Nagrody i wyróżnienia
W 1979 Lulani został wyróżniony tytułem Zasłużonego Malarza (Piktor i Merituar), a w roku 1989 tytułem Malarza Ludu (Piktor i Popullit). Został także odznaczony Orderem Naima Frashëriego I klasy. W 1999 został wyróżniony drugą nagrodą na biennale sztuk wizualnych w Rzymie za obraz Ikja në Egjipt. Imieniem Lulaniego nazwano jedną z ulic w szkoderskiej dzielnicy Maxharr.